# Coral Herrera
Coral Herrera Gómez (geboren 1977 in Madrid) ist eine spanische feministische Autorin und Kommunikatorin, die für ihre Kritik des Konzeptes der romantischen Liebe und ihren Beiträgen zu queer studies bekannt ist. Sie lebt in Costa Rica.

## Bildung
Coral Herrera hat ein Diplom in Geisteswissenschaften und audiovisuelle Kommunikation der Universität Carlos III in Madrid. Sie erhielt ihr Doktorat in Geisteswissenschaften und Kommunikation an derselben Universität mit einer Doktorarbeit über romantische Liebe im globalen Norden und der Zusammenhang zu Kapitalismus, dem Patriarchat und Demokratie. Herrera untersuchte die soziokulturelle Konstruktion von Realität, dem sozialen Geschlecht und romantischer Liebe; wie der globale Norden durch Symbole, Mythen und Rituale Emotionen konstruiert; und wie romantische Liebe Kapitalismus, das Patriarchat und Demokratie aufrechterhält.

## Literarisches Werk
Nachdem sie ihr Doktorat beendet hat (und als Folge der Spanischen Wirtschaftskrise 2008) zog Gómez nach Costa Rica. Sie hat in verschiedenen Medien Artikel veröffentlicht, wie zum Beispiel in Pikara Magazine, El País, eldiario.es, und El Ciudadano und bei Programmen wie La Tuerka mitgearbeitet.
Das Hauptthema ihrer Arbeit ist die Kritik der romantischen Liebe von einer gender und queer Perspektive. Sie argumentiert, dass die Romantik ein Produkt des Patriarchats ist und dass es eine fundamentale Rolle in der binären und hierarchischen Konstruktion von Geschlechterungleichheit spielt. Des Weiteren argumentiert sie, dass es unterschiedliche Wege gibt, Liebe zu erfahren und zu verstehen, welche befreiender und befriedigender sind als die traditionelle Auffassung.

## Veröffentlichte Werke
- Más allá de las etiquetas: hombres, mujeres y trans (2010).[11]
- La construcción sociocultural del amor romántico (2011).[12]
- Bodas Diversas y Amores Queer (2013).[13]
- Bodas reales, bodas patriarcales: análisis queer de la boda de los príncipes de Asturias (2014).[14]